# 29 novembre
Il 29 novembre è il 333º giorno del calendario gregoriano (il 334º negli anni bisestili). Mancano 32 giorni alla fine dell'anno solare.

## Eventi
- 800 - Carlo Magno arriva a Roma per indagare sui presunti crimini di papa Leone III.
- 1223 - Papa Onorio III approva la Regola definitiva di San Francesco d'Assisi, in seguito detta "bollata".
- 1549 - Ha inizio il conclave del 1549-1550.
- 1732  - Il terremoto dell'Irpinia causa migliaia di vittime.
- 1777 - Viene fondata San José (California), come el Pueblo de San José de Guadalupe.
- 1781 - La nave negriera Zong getta in mare il suo "carico" allo scopo di chiedere un risarcimento dall'assicurazione (Massacro della Zong).
- 1830 - Scoppia la rivolta di novembre in Polonia.
- 1847 - Con la fusione tra la parte insulare del Regno di Sardegna e la parte continentale piemontese, richiesta dal Consiglio generale sardo, il regno diventa uno Stato unitario. Finisce l'autonomia sarda e cessa la carica di viceré.
- 1864 - Guerre indiane: Massacro di Sand Creek - Volontari del Colorado, guidati dal colonnello John Chivington, massacrano almeno 150 Cheyenne e Arapaho inermi a Sand Creek.
- 1872 - Guerre indiane: inizia la guerra modoc con la battaglia di Lost River.
- 1877 - Thomas Edison dimostra per la prima volta il funzionamento del fonografo.
- 1890 - La costituzione Meiji entra in vigore in Giappone e si riunisce la prima Dieta.
- 1899 - Nasce il Futbol Club Barcelona.
- 1911 - Guerra italo-turca: il generale Carlo D'Amico conduce una spedizione punitiva contro le forze turche a Koefia.
- 1929 - L'ammiraglio statunitense Richard Evelyn Byrd annuncia di essere diventato la prima persona a sorvolare il Polo sud, a bordo di un Ford Trimotor.
- 1941 - Seconda guerra mondiale: circa 9300 italiani al comando del generale Balotta sconfiggono una forza di 20000 britannici neozelandesi nella battaglia di Quota 175.
- 1943 - La seconda sessione dell'AVNOJ, il Consiglio Antifascista di Liberazione Nazionale della Jugoslavia, si tiene a Jajce, in Bosnia ed Erzegovina, determinerà l'ordinamento post-bellico della nazione.
- 1944 - La prima operazione chirurgica (su un umano) per correggere la tetralogia di Fallot, viene eseguita da Alfred Blalock e Vivien Thomas.
- 1944 - I partigiani albanesi prendono Tirana.
- 1945 - Viene dichiarata la Repubblica Popolare Federale di Jugoslavia rinominata poi in Repubblica Socialista Federale di Jugoslavia (questo giorno verrà celebrato come Giorno della Repubblica fino al 2003).
- 1947 - L'Assemblea generale delle Nazioni Unite vota per la partizione della Palestina tra arabi ed ebrei.
- 1950 - Guerra di Corea: truppe della Corea del Nord e della Repubblica Popolare Cinese costringono le forze delle Nazioni Unite a una disperata ritirata dalla Corea del Nord.
- 1952 - Guerra di Corea: il presidente statunitense Dwight D. Eisenhower soddisfa una delle promesse elettorali recandosi in Corea per scoprire cosa può essere fatto per porre fine al conflitto.
- 1961 - La Mercury-Atlas 5 viene lanciata con a bordo lo scimpanzé Enos (la navetta orbiterà la Terra due volte e ammarerà al largo della costa di Porto Rico).
- 1963 - Il presidente statunitense Lyndon B. Johnson istituisce la Commissione Warren per investigare sull'Assassinio di John F. Kennedy.
- 1967 - Guerra del Vietnam: il segretario della difesa statunitense Robert McNamara annuncia le sue dimissioni.
- 1975 - Il nome "Micro-soft" (da microcomputer e software) viene usato da Bill Gates in una lettera a Paul Allen per la prima volta.
- 1982 - Guerra sovietico-afghana: l'Assemblea generale delle Nazioni Unite passa la risoluzione ONU 37/37 che dichiara che le truppe dell'Unione Sovietica devono ritirarsi dall'Afghanistan.
- 1990 - Guerra del Golfo: il Consiglio di sicurezza delle Nazioni Unite passa la risoluzione ONU 678, autorizzando l'intervento militare in Iraq, se la nazione non ritirerà le sue forze dal Kuwait e libererà tutti gli ostaggi stranieri entro il 18 gennaio 1991.
- 2007 - Le forze armate delle Filippine hanno assediato la penisola di Manila dopo che i soldati guidati dal senatore Antonio Trillanes hanno inscenato un ammutinamento.
- 2011 - Iran: viene assaltata l'ambasciata britannica a Teheran
- 2012 - La Palestina entra a far parte dell'ONU con 138 voti favorevoli, 41 astenuti e 9 sfavorevoli (Israele, Nauru, Palau, Isole Marshall, Micronesia, Panama, Canada, Repubblica Ceca e USA).

## Nati
Ci sono circa 1 020 voci su persone nate il 29 novembre; vedi la pagina Nati il 29 novembre per un elenco descrittivo o la categoria Nati il 29 novembre per un indice alfabetico.

## Morti
Ci sono circa 530 voci su persone morte il 29 novembre; vedi la pagina Morti il 29 novembre per un elenco descrittivo o la categoria Morti il 29 novembre per un indice alfabetico.

## Feste e ricorrenze

### Civili
Internazionali:
- Giornata internazionale di solidarietà per il popolo palestinese

### Religiose
Cristianesimo:
- San Francesco Antonio Fasani, sacerdote francescano
- San Bernardo di Nazareth, vescovo
- Santi Biagio e Demetrio di Veroli, martiri
- San Brendano di Birr, monaco irlandese
- San Fedele di Merida, vescovo
- San Filomeno d'Ancira, martire
- San Giacomo di Osroena, vescovo
- Sant'Illuminata di Todi, vergine e martire
- San Radbodo, vescovo
- San Saturnino di Cartagine, martire
- San Saturnino di Tolosa, vescovo e martire
- Santi Tiridate III di Armenia, Askhen e Khosrovidukht, famiglia reale armena
- Beato Anselmo Simon Colomina, sacerdote gesuita, martire
- Beato Bernardo Francesco Hoyos, sacerdote gesuita
- Beati Dionigi della Natività e Redento della Croce, martiri
- Beato Edoardo Burden, martire
- Beati Giorgio Errington, Guglielmo Gibson e Guglielmo Knight, martiri
- Beata Maria Maddalena dell'Incarnazione, religiosa, fondatrice delle Adoratrici perpetue del Santissimo Sacramento
- Beato Pietro Andador, mercedario

Religione romana antica e moderna:
- Ludi sarmatici, quinto giorno